# Анагёз, Ясемин
Ясемин Эджем Анагёз (тур. Yasemin Ecem Anagöz; род. 14 октября 1998, Измир) — турецкая лучница, выступающая в соревнованиях по стрельбе из олимпийского лука. Участница Олимпийских и Европейских игр.

## Карьера
Анагёз представляла свою страну на Европейских играх 2015 года в Баку. Турчанка дошла до четвертьфинала, где проиграла греческой лучнице Эвангелии Псарра со счётом 0:6. Она участвовала в индивидуальных и командных соревнованиях по на чемпионате мира 2015 в Копенгагене. В личном турнире в первом раунде она победила Анну Марусову из Белоруссии, а затем проиграла со счётом 4:6 китаянке У Цзясинь.
Вместе с партнёром по сборной Мете Газозом она выиграла бронзовую медаль в миксте на молодежном чемпионате мира 2017 года в Росарио. В 2018 году она выиграла чемпионат Европы в Легнице, победив в финале датчанку Майю Ягер, помимо этого она стала чемпионкой в командных соревнованиях вместе с Айбюке Актуна и Гюльназ Джошкун, победив в финале итальянок.
Анагёз представляла Турцию на летних Олимпийских играх 2016 года в Рио-де-Жанейро. Была 25-й после предварительного раунда. В первом раунде турчанка победила Карину Липярскую-Палка в перестрелке (9 очков против 6). Во втором раунде против мексиканки Алехандры Валенсии счёт также был равным, и в перестрелке на этот раз оказалась сильнее соперница Ясемин.
Ясемин Анагёз во второй раз в карьере получила путёвку на Олимпиаду-2020 в Токио. Соревнования были перенесены на 2021 год из-за пандемии коронавируса.